# Victor Mambor
Victor Mambor, en en 1974 à Muara Enim (en) sur l'île de Sumatra, est un journaliste indonésien.

## Biographie
D'origine papoue, il est le fils de John Mambor, poète et militant autonomiste papou, membre du Conseil du Présidium de Papouasie (en) jusqu'à son arrestation suivie de sa mort en prison à Djakarta en 2003. 
Jeune homme, Victor Mambor travaille comme journaliste pour un quotidien à Bandung. Il s'établit ensuite à Jayapura, dans la province indonésienne de Papouasie, où il devient rédacteur du journal Jubi. Il crée un média télévisé, Jubi TV, lié à ce journal. En 2015, il interviewe le président d'Indonésie, Joko Widodo, et lui demande de lever les restrictions sur l'entrée de journalistes étrangers en Papouasie, alors que les forces armées indonésiennes y commettent des violations des droits de l'homme. Outre Jubi, Victor Mambor écrit pour le Jakarta Post et pour Benar News, affiliée à Radio Free Asia, et coopère avec des médias océaniens dont le Fiji Times, Radio New Zealand, le Post-Courier de Papouasie-Nouvelle-Guinée et le Vanuatu Daily Post. En 2019 il co-fonde le Forum pour la liberté de la presse en Mélanésie (Melanesian Media Freedom Forum ). En 2020 il est l'un des trois producteurs du documentaire Selling Out West Papua sur Al Jazeera sur l'accaparation de terres et la destruction illégale de forêts en Papouasie par l'entreprise coréenne Korindo d'exploitation d'huile de palme. Le documentaire est récompensé du prix Wincott.
Son journal et site web Jubi « est souvent le premier à rapporter les nouvelles d'arrestations et de tueries » à l'encontre de Papous. Outre la brutalité de soldats et de policiers indonésiens, il révèle également « la corruption et le népotisme qui sévissent dans l'élite politique papoue, ainsi que les conflits tribaux et les violences inter-tribales et familiales qui tuent beaucoup plus de personnes en Papouasie que ne le font l'armée et la police indonésiennes ». Il a notamment révélé les meurtres entre tribus différentes à Tolikara (en) qui revendiquent les mêmes terres pour les vendre à des entreprises d'exploitation minière, ainsi que la vente d'armes et de munitions par des soldats indonésiens à des indépendantistes papous « pour se faire de l'argent et pour entretenir le conflit », ce dernier permettant à l'armée de s'imposer dans la région.
Il subit des actes d'intimidation. En mai 2021, sa voiture garée devant chez lui est vandalisée. En 2022, un inconnu prend le contrôle de son compte Twitter et le supprime, après que Victor Mambor a posté une vidéo montrant des policiers indonésiens semblant faire usage de violence contre une personne handicapée. En janvier 2023, une bombe explose devant son domicile à 4h du matin. En septembre 2021, António Guterres, secrétaire général des Nations unies, le mentionne parmi cinq défenseurs des droits de l'homme qui subissent fréquemment des menaces, des intimidations et des actes de harcèlement pour leur prises de parole concernant la situation en Papouasie, tandis qu'en 2023 Amnesty International condamne les tentatives d'intimidation dont il fait l'objet,,. En février 2023, il reçoit le prix Pogau, prix indonésien qui récompense le courage dans le journalisme, et qui porte le nom du journaliste décédé Oktovianus Pogau.